# Zvănce, Kărdjali
Zvănce (în bulgară Звънче) este un sat în comuna Kărdjali, regiunea Kărdjali,  Bulgaria. 

## Demografie
Componența etnică a satului Zvănce
     Nicio identificare (100%)
     Altele (0%)
La recensământul din 2011, populația satului Zvănce era de 40 locuitori. Din punct de vedere etnic, majoritatea locuitorilor (95%) erau persoane neidentificate etnic. Pentru 100% din locuitori nu este cunoscută apartenența etnică.